# Duming Dias
Duming Dias (* 13. September 1969 in Honavar, Karnataka) ist ein indischer römisch-katholischer Geistlicher und Bischof von Karwar.

## Leben
Duming Dias studierte Philosophie und Theologie am Päpstlichen Priesterseminar St. Peter in Bangalore und schloss seine Studien mit dem Bachelor an der Bangalore University ab. Nach weiteren Studien erwarb er den Bachelor in Erziehungswissenschaft an der Kuvempu University in Shimoga. An der Karnataka State Open University erwarb er anschließend den Mastergrad in Erziehungswissenschaft und den Master of Business Administration. Am 6. Mai 1997 empfing er das Sakrament der Priesterweihe für das Bistum Shimoga.
Neben verschiedenen Aufgaben in der Pfarrseelsorge war er von 2001 bis 2012 Direktor der Kommission für Bibel, Liturgie und Katechese sowie von 2002 bis 2012 Dozent und Leiter des Sacred Heart College in Shimoga. Von 2012 bis 2014 war er Schulleiter der Lourdes Boys School in Davanagere und Koordinator der diözesanen Kommissionen. Anschließend war er bis 2021 Vizedirektor des St. John’s Medical College in Bangalore. Seither war er erneut Koordinator der diözesanen Kommissionen, Vorsitzender der diözesanen Familienkommission sowie Direktor des Sannidhi Pastoral Renewal Centre in Shimoga.
Papst Franziskus ernannte ihn am 13. Januar 2024 zum Bischof von Karwar. Der Erzbischof von Bangalore, Peter Machado, spendete ihm am 9. April desselben Jahres in Karwar die Bischofsweihe. Mitkonsekratoren waren sein Amtsvorgänger Derek Fernandes, Bischof von Belgaum, und der Bischof von Shimoga, Francis Serrao SJ.